# Hi Tech Expressions
Hi Tech Expressions est un développeur de jeux vidéo américain des années 1990, basé à Lower Manhattan à New York. La société a été créée en 1986. Au cours de son existence, la société a principalement publié des jeux pour enfants. Bien qu'il ait publié quelques jeux destinés aux adolescents, notamment The Hunt for Red October et War in Middle Earth (dérivé du livre classique Le Seigneur des Anneaux de JRR Tolkien ), il ne pouvait pas ébranler sa réputation de publication de jeux destinés aux enfants. La société a fermé en 1997. 

## Liste des jeux édités

### Game Boy
- Beethoven's 2nd
- The Hunt for Red October
- Mickey's Ultimate Challenge
- Tom and Jerry: Frantic Antics!
- We're Back! A Dinosaur's Story

### Mega Drive
- A Dinosaur's Tale
- Barbie: Super Model
- Barbie: Vacation Adventure
- Tom and Jerry: Frantic Antics!

### Nintendo Entertainment System
- Barbie
- The Chessmaster
- Fun House
- Mickey's Adventures in Numberland
- Mickey's Safari in Letterland
- MTV Remote Control
- Muppet Adventure: Chaos at the Carnival
- Orb-3D
- Rollerblade Racer
- Sesame Street: 1-2-3
- Sesame Street: A-B-C/1-2-3
- Sesame Street: A-B-C
- Sesame Street: Countdown
- Sesame Street: Big Bird's Hide and Speak
- The Hunt for Red October
- Tom and Jerry: The Ultimate Game of Cat and Mouse!
- Twin Peaks (annulé)
- War in Middle Earth
- Win, Lose or Draw

### Super Nintendo
- Barbie: Super Model
- Beethoven: The Ultimate Canine Caper!
- Bobby's World
- Harley's Humongous Adventure
- Mickey's Ultimate Challenge
- The Hunt for Red October
- Tom and Jerry
- We're Back! A Dinosaur's Story
- Where in the World is Carmen Sandiego?